# Podkonice
Podkonice (ungarisch Padkóc – bis 1882 Podkonic) ist eine Gemeinde in der Mitte der Slowakei mit 903 Einwohnern (Stand 31. Dezember 2024) und gehört zum Okres Banská Bystrica, einem Kreis des Banskobystrický kraj.

## Geographie
Die Gemeinde befindet sich am Südhang der Niederen Tatra unterhalb dessen Gebirgsstocks Kozí chrbát, der weiter westlich in das Gebirge Starohorské vrchy übergeht. Sie liegt am einen Bach im Einzugsgebiet des Hron. Das Ortszentrum liegt auf einer Höhe von 529 m n.m. und ist 13 Kilometer von Banská Bystrica entfernt.
Nachbargemeinden sind Donovaly und Liptovská Osada (Ortsteil Korytnica) im Norden, sehr kurz Hiadeľ im Nordosten, Moštenica im Osten, Slovenská Ľupča im Süden, Priechod im Westen und Baláže im Nordwesten.

## Geschichte
Der Ort wurde 1340 zum ersten Mal als possessio Connyce schriftlich erwähnt und war Teil des Herrschaftsguts der Burg Liptsch. Aus bisher ungeklärten Gründen wurde aber bereits 1356 ein neues Dorf erwähnt, das unterhalb des alten Ortes liegt, daher auch der Name Podkonice („unterhalb von Konice“). 1828 zählte man 123 Häuser und 979 Einwohner, die von Landwirtschaft, Schafhaltung und als Hausierer, daneben auch von Forstwirtschaft und Arbeit in den umliegenden Sägen und Eisenhütten lebten.
Bis 1918 gehörte der im Komitat Sohl liegende Ort zum Königreich Ungarn und kam danach zur Tschechoslowakei beziehungsweise heute Slowakei.

## Bevölkerung
| Jahr                | 1994 | 2004    | 2014    | 2024    |
| ------------------- | ---- | ------- | ------- | ------- |
| Anzahl der Personen | 875  | 873     | 883     | 903     |
| Unterschied         |      | −0,22 % | +1,14 % | +2,26 % |

| Jahr                | 2023 | 2024    |
| ------------------- | ---- | ------- |
| Anzahl der Personen | 913  | 903     |
| Unterschied         |      | −1,09 % |

Nach der Volkszählung 2011 wohnten in Podkonice 862 Einwohner, davon 829 Slowaken, jeweils drei Serben und Tschechen und jeweils ein Kroate, Magyare und Mährer sowie zwei Einwohner, die eine andere Ethnie angegeben haben. 22 Einwohner machten diesbezüglich keine Angabe. 769 Einwohner bekannten sich zur römisch-katholischen Kirche, 20 Einwohner zur evangelischen Kirche A. B., drei Einwohner zur orthodoxen Kirche und jeweils ein Einwohner zu den Siebenten-Tags-Adventisten, zur griechisch-katholischen Kirche sowie zur evangelisch-methodistischen Kirche; ein Einwohner bekannte sich zu einer anderen Konfession. 48 Einwohner waren konfessionslos und bei 17 Einwohnern wurde die Konfession nicht ermittelt.

## Denkmäler
- römisch-katholische Martinskirche, die schon im 14. Jahrhundert stand, in der heutigen Form besteht sie seit 1819